# Mallophora bigoti
Mallophora bigoti là một loài ruồi trong họ Asilidae. Mallophora bigoti được Lynch & Arribálzaga miêu tả năm 1883.